# Africans subsaharians a Escòcia
Els africans subsaharians a Escòcia són les persones que tenen el seu origen a l'Àfrica Subsahariana i que viuen a Escòcia. El seu nombre ha crescut durant els últims anys degut sobretot a la immigració. Un nombre important d'aquests immigrants provenen de Nigèria, en part com a resultat dels vincles entre la indústria petroliera escocesa i la del Delta del Níger.
Els escocesos van estar molt involucrats en el comerç d'esclaus, fins al punt que s'estimava que un terç dels esclaus de Jamaica, el 1817, eren propietat d'escocesos. Això provocava que hi hagués un nombre significant de població negra a Escòcia a aquesta època, alguns dels quals havien obtingut la llibertat.

## Africans subsaharians a Escòcia en l'actualitat
Un informe dels 2000 manifestava que els africans subsaharians tenien dificultats a sentir la identitat escocesa. Aquest també deia que generalment els africans subsaharians no estaven ben representats a la societat escocesa.

## Africans subsaharians notables a Escòcia

### Entreteniment
- Goldie (DJ) -
- Tony Osoba (actor)
- Finley Quaye (músic)

### Esport

#### Futbol
- Ikechi Anya
- Kevin Harper
- Chris Iwelumo
- Vic Kasule
- Brian McPhee
- Daniel Ogunmade
- Iffy Onuora
- Emmanuel Panther
- Nigel Quashie
- Andrew Watson

### Altres
- John Edmonstone (professor universitari)
- Jackie Kay (escriptor)

## A la Ficció
- El dimoni del videojoc Team Fortress 2 és un ciclop escocès negre.[5]